# كرات الاستحمام الفوارة

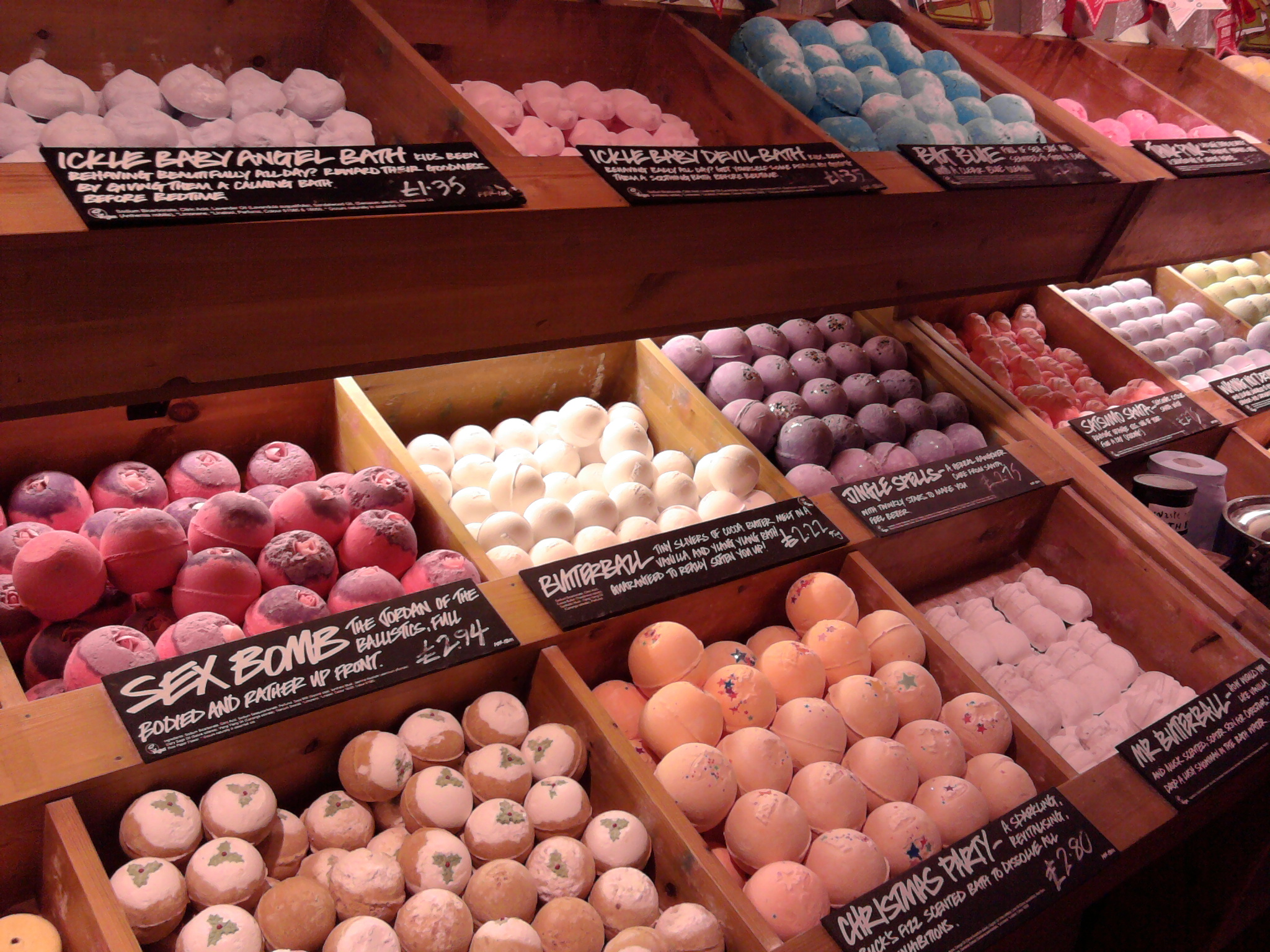
كرات الاستحمام الفوارة في متجر.

كرة الاستحمام الفوارة عبارة عن مزيج مضغوط من المكونات الرطبة والجافة موضوعة في قوالب متنوعة ثم تجفف، وعندما يتدفق ماء الاستحمام بالكرة المغمورة بداخله، تنتشر مكونات الكرة وتمتزج مع المياه ومنها، الزيت العطري أو المرطب أو الرائحة أو الملونات.[بحاجة لمصدر]

## تاريخ كرة الاستحمام الفوارة
أخترعت كرة الاستحمام الفوارة في عام 1989 من قبل المؤسسة المشاركة لشركة لاش «مو قسطنطين». ومن خلال عملها في كوخها في دورست، استلهمت قسطنطين من ابتكار «أكوا سيزلرز» (والتي أصبحت فيما بعد «كرات الحمام») بعد أن أثارت اهتمام أقراص ألكا سيلتزر الدائرية. بينما بدت محاولاتها الأولى تشبه إلى حد كبير أقراص ألكا سيلتزر، بدأت مو وزوجها مارك قسطنطين بسرعة في تجربة مجموعة من القوالب والمكونات الأخرى.

## مكوناتها
المكونات الأساسية لقنابل الاستحمام هي أحماض ضعيفة وقاعدة بيكربونات. وتعد هذه المادة غير تفاعلية عندما تجف، لكنها تتفاعل بقوة عند إذابتها في الماء لتنتج فورانها المميز على مدى عدة دقائق. إن هذا التفاعل الحمضي القاعدي يتضمن تحويل حامض الستريك وبيكربونات الصوديوم إلى سترات الصوديوم وثاني أكسيد الكربون.

## المنتج
تكون كرات الاستحمام بشكل عام كروية الشكل، ولكن يمكن العثور عليها في مجموعة متنوعة من الأشكال، مثل الأقراص أو الكتل. تقدم المتاجر مجموعة كبيرة من الكرات، ولكن يمكن أيضًا صنعها في المنزل. تستخدم بعض الشركات آلات لصناعة كرات الاستحمام لزيادة معدلات إنتاجها. يمكن لهذه الآلات أن تصنع ما يصل إلى مئات من كرات الاستحمام في الساعة.

## الأضرار الجانبية المُحتملة
على الرغم من أن العديد من الأشخاص يستمتعون بكرات الاستحمام، إلا أن بعض الإضافات مثل العطور والأصباغ يمكن أن تسبب تهيجًا. تشمل مهيجات الجلد ومسببات الحساسية الشائعة الموجودة في كرات الاستحمام مثل الليمونين واللينالول وكبريتات لوريل الصوديوم، أما المكونات الرئيسية - حامض الستريك وبيكربونات الصوديوم - لا تعتبر بشكل عام من المواد المهيجة للجلد عند استخدامها كمضافات للاستحمام بسبب التخفيف الكبير في الماء.